# Дружинин, Фёдор Серафимович
Фёдор Серафи́мович Дружи́нин (6 апреля 1932, Москва — 1 июля 2007, Москва) — советский и российский альтист, композитор и музыкальный педагог, Народный артист РСФСР (1988). Член Союза композиторов СССР с 1990 года.

## Биография
Отец — Серафим Николаевич Дружинин, известный искусствовед, сотрудник Третьяковской галереи. Мать — Наталья Львовна Дружинина (Вульфиус), мастер художественного слова (училась у Б. В. Щукина). Дядя — Александр Николаевич Дружинин, профессор Московского университета, знаток итальянского вокала.
Окончил Центральную музыкальную школу (класс Н. Б. Соколова) и Московскую консерваторию (1955, класс Вадима Борисовского).
С 1957 года являлся солистом Московской филармонии, в 1964 году перенял у своего учителя Вадима Борисовского пульт альта в составе Квартета имени Бетховена, проработал в квартете до 1975 года.
Тесно сотрудничал с Дмитрием Шостаковичем, написавшим для него своё последнее произведение — Сонату для альта и фортепиано, соч. 147 (1975), а также с такими композиторами, как Моисей Вайнберг, Альфред Шнитке, Андрей Волконский, Григорий Фрид, Роман Леденёв. Он был первым, кто исполнил в России альтовый концерт Бартока, играл сочинения Хиндемита, Энеску, Онеггера. Также в репертуаре Дружинина были произведения Баха, Моцарта, Вебера, Шуберта, Шумана, Берлиоза, Глинки, Рубинштейна.
С 1958 года Дружинин начал преподавать в Московской консерватории, с 1978 года возглавил кафедру альта и арфы, в 1980 году получил звание профессора. Среди учеников Дружинина — Юрий Башмет, Юрий Тканов, Александр Бобровский, Елена Озол, Светлана Степченко, Екатерина Маркова, Маргарита Спиридонова, Негметулла Каримов.
Автор ряда сочинений для альта: Соната для альта соло (1959), Вариации для альта соло (1968), Фантазия для альта с оркестром (1982, редакция 1992), Симфония для двух альтов (издана в 2003). Написал также несколько песен, романсов и духовных хоров.
В 2001 году опубликовал книгу «Воспоминания. Страницы жизни и творчества» (М.: Греко-латинский кабинет Ю. А. Шичалина, 2001. — 232 с.), в которую вошли мемуары о Шостаковиче, Шнитке, Стравинском, Юдиной, Ахматовой, о коллегах по Бетховенскому квартету. В 2006 году на французском языке вышла книга воспоминаний, посвящённая 100-летию Дмитрия Шостаковича (ISBN 5-87245-123-7).
Фёдору Дружинину посвящено стихотворение Геннадия Айги «Альт» (1962).
Дочь — Елена Фёдоровна Шичалина, жена Ю. А. Шичалина.

## Награды и звания
- 1957 — Первая премия на Всесоюзном конкурсе музыкантов-исполнителей в Москве.
- 1966 — присвоено звание Заслуженного артиста РСФСР.
- 1988 — присвоено звание Народного артиста РСФСР.